# Nemognatha soror
Nemognatha soror är en skalbaggsart som beskrevs av Macswain 1951. Nemognatha soror ingår i släktet Nemognatha och familjen oljebaggar. Inga underarter finns listade i Catalogue of Life.